# Josef Heinrich (Politiker, 1879)
Josef Heinrich (* 29. März 1879 in Karlsruhe; † 15. November 1955 ebenda) war ein deutscher Politiker.

## Leben
Heinrich trat 1896 nach der absolvierten mittleren Reife in die Karlsruher Stadtverwaltung ein und war seit 1937 Stadtdirektor. Er war damit von den Nationalsozialisten als Amtsvorstand einem Parteimitglied unterstellt. Im Jahr 1945 wurde er vom 4. April 1945 bis zum 2. August 1945 von der französischen Besatzungsmacht zum kommissarischen Bürgermeister ernannt. Ein Jahr später setzte er sich zur Ruhe.
1954 erhielt er das Bundesverdienstkreuz 1. Klasse.